# Toleman TG181B
Chronologie des modèles (1982)
Toleman TG181 Toleman TG183
La Toleman TG181B et son évolution, la Toleman TG181C, sont des monoplaces de Formule 1 engagées par l'écurie britannique Toleman, dans le cadre du championnat du monde de Formule 1 1982. Conçues par l'ingénieur sud-africain Rory Byrne, elles sont pilotées par le Britannique Derek Warwick et l'Italien Teo Fabi.

## Création de la monoplace
La Toleman TG181B est une évolution de la TG181 engagée en 1981. Elle s'en distingue par une masse allégée de cinquante kilogrammes, une voie avant rallongée de cinquante millimètres et une voie arrière plus longue de trente-deux millimètres. Chaussée de pneumatiques Pirelli, la TG181B est propulsée par un moteur avec quatre cylindres en ligne turbocompressé Hart 415 T, développant 580 chevaux à 10 500 tours par minute, soit quarante de plus que la précédente version du bloc utilisée la saison précédente,,.
Lors des deux premières manches du championnat, deux versions, une TG181B en aluminium pour Teo Fabi, et une TG181C en fibre de carbone pour Derek Warwick. La TG181B est abandonnée dès la troisième épreuve, au Grand Prix des États-Unis Ouest.
Pour les deux dernières épreuves de la saison, Derek Warwick pilote un exemplaire de la Toleman TG183, qui remplace définitivement la TG181C en 1983.

## Résultats en championnat du monde de Formule 1
| Saison | Écurie                                            | Moteur              | Pneus   | Pilotes       | Courses | Courses | Courses | Courses | Courses | Courses | Courses | Courses | Courses | Courses | Courses | Courses | Courses | Courses | Courses | Courses | Points inscrits | Classement |
| Saison | Écurie                                            | Moteur              | Pneus   | Pilotes       | 1       | 2       | 3       | 4       | 5       | 6       | 7       | 8       | 9       | 10      | 11      | 12      | 13      | 14      | 15      | 16      | Points inscrits | Classement |
| ------ | ------------------------------------------------- | ------------------- | ------- | ------------- | ------- | ------- | ------- | ------- | ------- | ------- | ------- | ------- | ------- | ------- | ------- | ------- | ------- | ------- | ------- | ------- | --------------- | ---------- |
| 1982   | Candy Toleman Motorsport Toleman Group Motorsport | Hart 415 T L4 turbo | Pirelli |               | AFS     | BRÉ     | EUO     | SMR     | BEL     | MON     | EUE     | CAN     | P-B     | GBR     | FRA     | ALL     | AUT     | SUI     | ITA     | LVE     | 0               | Non classé |
| 1982   | Candy Toleman Motorsport Toleman Group Motorsport | Hart 415 T L4 turbo | Pirelli | Derek Warwick | Abd.    | Nq      | Npq.    | Abd.    | Abd.    | Nq      |         |         | Abd.    | Abd.    | 15e     | 10e     | Abd.    | Abd.    |         |         | 0               | Non classé |
| 1982   | Candy Toleman Motorsport Toleman Group Motorsport | Hart 415 T L4 turbo | Pirelli | Teo Fabi      | Nq      | Nq      | Nq      | Nc.     | Abd.    | Npq.    |         |         | Nq      | Abd.    | Abd.    | Nq      | Abd.    | Abd.    | Abd.    | Nq      | 0               | Non classé |

Légende : ici 